# Yang Fan
Yang Fan (Chinees: 杨 帆, Changchun, 25 augustus 1996) (De familienaam is Yang.) is een Chinees langebaanschaatser.

## Carrière
Yang begon op zevenjarige leeftijd met schaatsen en werd later door een Chinese coach, die op zoek was naar talentvolle schaatsers, ontdekt en op hoger niveau verder getraind.
Yang is sinds seizoen 2013-2014 aangesloten bij de Kia Speed Skating Academy. Als junior deed hij mee aan de Olympische Jeugdwinterspelen 2012, waar hij drie gouden medailles won: op de 1500 meter, de 3000 meter en de massastart. In 2012 en 2013 deed hij mee aan de Wereldkampioenschappen schaatsen voor junioren. Yang nam van 7 tot en met 9 maart 2014 wederom deel aan de Wereldkampioenschappen schaatsen junioren, ditmaal in het Noorse Bjugn. Daar won hij een gouden medaille op de 1500 meter en een bronzen medaille op de ploegenachtervolging. Twee weken later was hij met zijn zeventien jaar de jongste deelnemer aan het Wereldkampioenschappen schaatsen allround 2014. Hij eindigde daar op de achttiende plaats in het eindklassement.
Begin juni 2014 werd bekend dat Yang, onder begeleiding van coach Martin ten Hove, met het iSkate International Development Team mee zal gaan trainen.

## Persoonlijke records
| Afstand      | Tijd     | Datum            | Baan       |
| ------------ | -------- | ---------------- | ---------- |
| 500 meter    | 36,05    | 11 oktober 2014  | Changchun  |
| 1000 meter   | 1.09,06  | 14 november 2015 | Calgary    |
| 1500 meter   | 1.49,37  | 23 maart 2014    | Heerenveen |
| 3000 meter   | 3.52,39  | 12 november 2011 | Erfurt     |
| 5000 meter   | 6.39,81  | 1 maart 2014     | Inzell     |
| 10.000 meter | 14.12,88 | 6 januari 2012   | Changchun  |

(laatst bijgewerkt: 7 december 2014)

## Resultaten
| Jaar | NK Allround | CK Azië | WK Sprint             | WK Allround           | WK Afstanden        | Olympische Jeugdspelen     | Wereldbeker Junioren                                                   | WK Junioren                                               |
| ---- | ----------- | ------- | --------------------- | --------------------- | ------------------- | -------------------------- | ---------------------------------------------------------------------- | --------------------------------------------------------- |
| 2012 |             |         |                       |                       |                     | 1500m · 3000m · massastart | 1500m · 3/5 km · massastart · achtervolging                            | 13e allround 12e 500m 8e 1500m 15e 5000m 6e achtervolging |
| 2013 |             |         |                       |                       |                     |                            | 6e 500m · 1000m · 1500m · 4e 3000m · 4e massastart · 12e achtervolging | 4e allround 8e 1000m 6e 1500m 5e 5000m                    |
| 2014 | Zilver      | Zilver  |                       | 18e (5e, 23e, 15e, -) |                     |                            | 4e allround · 1500m · 10e 5000m · achtervolging                        |                                                           |
| 2015 |             |         | DQ3 (32e, 23e, DQ, -) |                       | 24e 1000m           |                            | 4e allround · 500m · 1000m · 10e 1500m · 16e 5000m                     |                                                           |
| 2016 |             |         |                       |                       | 23e 1000m 19e 1500m |                            |                                                                        |                                                           |